# Мадезимо
Мадѐзимо (на италиански: Madesimo, на западноломбардски: Madèsan, Мадезан, до 1982 г. Isolato, Изолато) е село и община в Северна Италия, провинция Сондрио, регион Ломбардия. Разположено е на 1550 m надморска височина. Населението на общината е 566 души (към 2010 г.).